# Fabian Wrede (1654–1709)

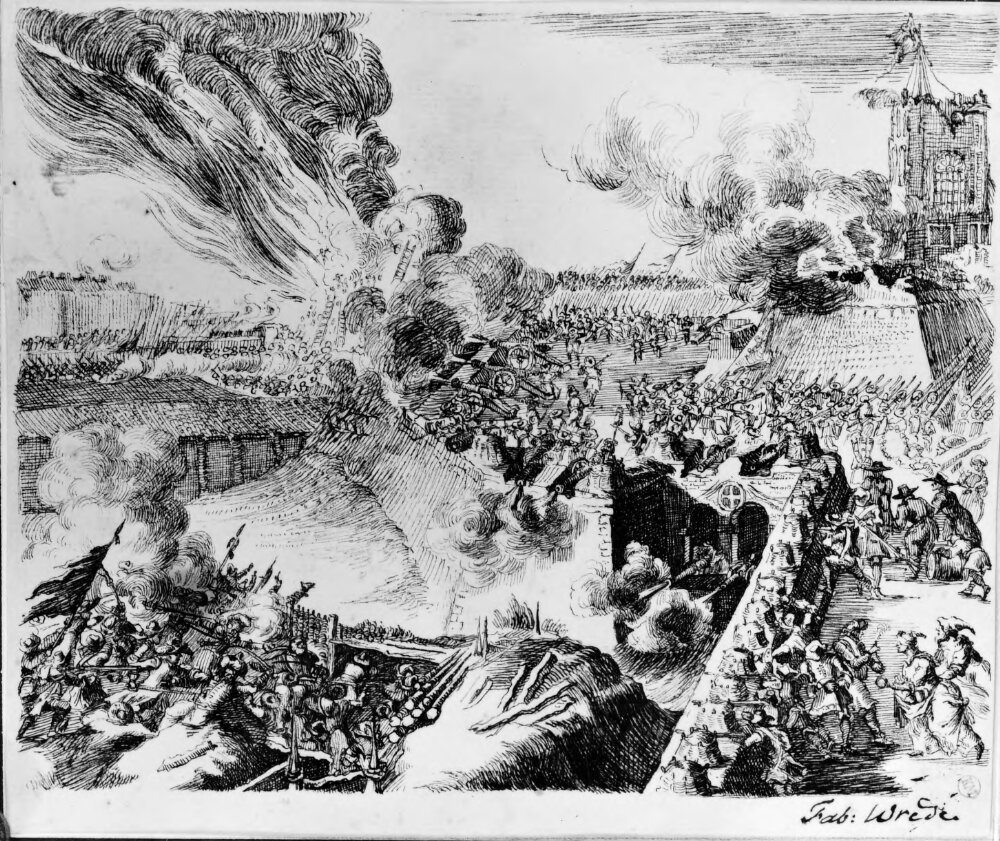
Fabian Wrede af Elimä - Stridsscen

Fabian Carlsson Wrede af Elimä, född 1654 döpt 19 november 1654 i Stockholm, död 8 april 1709 i Riga., var en svensk friherre, överstelöjtnant och tecknare. 
Han var son till landshövdingen Carl Henrik Wrede av ätten Wrede af Elimä och Märta Fleming och gift första gången med Helena Gustaviana Duwall (född 1661 i Finland, död 1701) och andra gången med Gertrud von Treijden. Han var farfar till generalen Fabian Casimir Wrede. Han blev student vid Uppsala universitet 1660 och senare vid Kungliga Akademien i Åbo. Han valde den militära banan och blev fänrik vid livgardet 1677, löjtnant 1678, sekundkapten 1689, premiärkapten 1691 och major vid Viborgs infanteriregemente. Han blev överstelöjtnant vid Viborg infanteriregemente 1697. Han är troligen den Fabian Wrede som är representerad vid Nationalmuseum Stockholm med tuschteckningarna Ryttare och fotfolk och Stridsscen. 

## Barn
- Beata Charlotta Wrede av Elimä (1687–1744)
- Fabian Wrede (1694–1768)
- Henrik Jacob Wrede (1696–1758)
- Otto Gustaf Wrede (1709–1772)